# メガシステム1
「メガシステム1」（ジャレコ コンセプトボード・メガシステム ワン、英: MEGA SYSTEM1）とは、CPUに「68000」を搭載したジャレコのシステム基板である。メガシステム1はジャレコと日本マイコン開発によって共同開発され、1988年5月から1992年9月にかけて12作品が供給された。

## 概要
メガシステム1はROM基板交換方式を採用したシステム基板で、共通のマザー基板と交換用のサブ基板を組み合わせる2枚構成の基板である。開発はジャレコと日本マイコン開発が共同で行い、日本マイコン開発が基本設計を行った。
メガシステム1はジャレコが初めて発売したシステム基板である。1988年3月に開催された「AOU'88 アミューズメント・エキスポ」では、対応ソフト『P-47』『キック・オフ』と共に「システムMB（マザーボード）」として出展され、その後「メガシステム1」と改称されて発売された。
メガシステム1は16ビットCPU「68000」をメイン用とサウンド用として2個搭載していることを特徴とする。グラフィック性能としては、32768色中1024色のカラー表示、独立に制御できる3層のスクロール面と128個のオブジェクトの表示が可能であり、オブジェクトに対してはモザイクや残像の特殊効果を適用できた。サウンド面ではFM音源（YM2151）8音、ADPCM（MSM6295 x 2）8音を使った演奏が可能で、ステレオ出力も可能となっていた。これらの性能面から、1988年の発売時点においては、メガシステム1は高性能な部類の基板であったとされている。
また、メガシステム1は1986年に制定された統一規格のJAMMAコネクタを採用しており、筐体などへの接続は比較的容易となっていた。なお、メガシステム1にはAとBの2種類のバージョンが存在し、サブ基板取り付け用コネクタの形状に違いがある。また、ソフトによってはメガシステム1用としてではなく、メガシステム1と同一性能の1枚基板として発売されたものも存在した。
1988年5月のメガシステム1の発売当初、ジャレコは1989年3月までにメガシステム1用ソフト6作品の供給を予定していた。最終的にメガシステム1用のソフトはROM基板交換方式によって、1988年5月から1992年9月にかけて12作品が供給されたが、その内訳は1988年から1989年にかけて9作品が供給され、1990年以降は年1作品程度の発売間隔となった。1994年2月には、ジャレコは32ビットCPUを採用した新しいシステム基板として「メガシステム32」を発売している。
メガシステム1用として発売されたソフトのうち、人気作となった『P-47』などのシューティングゲームについては比較的売り上げを伸ばしたものの、それ以外のジャンルのゲームは低調に終わった。
なお、ジャレコは1988年にメガシステム1と並行して、16ビットCPUを採用する低価格帯の基板を用いた「CB（チープボード）シリーズ」の展開を発表し、1988年7月に第1弾として『魔魁伝説』を発売している。『魔魁伝説』の発売時点では、1989年3月までにチープボードを使用したゲームを4作品発売する予定としていた。

## 性能
- CPU：68000 x 2（メイン用・サウンド用[1]）。
- 総プログラム空間：4Mbit[11]。
- カラー：32768色中1024色[1]。
- スクロール：3面、32画面分（合計）の領域[1]。
- オブジェクト：128個、65536ピクセル描画[1]、モザイク、残像の特殊効果[11]、高速DMAによる転送[11]。
- キャラクタージェネレータ：8x8ピクセル、あるいは16x16ピクセル単位[11]、16色[1]。
- キャラクターメモリ：最大13Mbit[11]。
- サウンド：FM音源（YM2151）8ch[2]、ADPCM音源（MSM6295）4ch x 2[2] 、ステレオ出力[1]。
- その他：外部通信ポート[1]。

## タイトルリスト
| No. | 発売時期   | タイトル                 | 開発会社             | ジャンル       | 備考 |
| --- | ---------- | ------------------------ | -------------------- | -------------- | --- |
| 1   | 1988年5月  | P-47 THE FREEDOM FIGHTER | 日本マイコン開発     | シューティング | |
| 2   | 1988年6月  | キック・オフ             | ジャレコ             | サッカー       | |
| 3   | 1988年8月  | 武田信玄                 | ジャレコ             | アクション     | |
| 4   | 1988年9月  | 伊賀忍術伝 五神の書      | ジャレコ             | アクション     | |
| 5   | 1989年3月  | 天聖龍 SAINT DRAGON      | 日本マイコン開発     | シューティング | |
| 6   | 1989年5月  | プラスアルファ           | ジャレコ             | シューティング | |
| 7   | 1989年7月  | 実力!!プロ野球           | 不明                 | 野球           | |
| 8   | 1989年9月  | 破兆                     | エイコム             | アクション     | - 1988年10月に開催された第26回「AMショー」では「メガシステム1」第4弾として展示されていた。 - 「メガシステム1」の第5弾として1988年11月末に発売される予定となっていたが、延期の末に第8弾として発売されている。 |
| 9   | 1989年11月 | ザ・ロードオブキング     | エイコム             | アクション     | |
| 10  | 1990年4月  | 妖精物語ロッド・ランド   | ジャレコ             | アクション     | |
| 11  | 1991年5月  | ファンタズム             | シー・ピー・ブレイン | アクション     | |
| 12  | 1992年9月  | ソルダム                 | ジャレコ             | パズル         | |

### メガシステム1用として発売予定だったタイトル
| 発売時期  | タイトル | 開発会社             | ジャンル       | 備考                                                                                      |
| --------- | -------- | -------------------- | -------------- | ----------------------------------------------------------------------------------------- |
| 1991年3月 | E.D.F.   | ジャレコ             | シューティング | - 1990年10月の第28回「AMショー」の出展時点ではメガシステム1用ソフトとして紹介されていた。 |
| 1992年3月 | 64番街   | シー・ピー・ブレイン | アクション     | - 1991年10月の第29回「AMショー」の出展時点ではメガシステム1用ソフトとして紹介されていた。 |